# Thalamoporella inaequalis
Thalamoporella inaequalis is een mosdiertjessoort uit de familie van de Thalamoporellidae. De wetenschappelijke naam van de soort is voor het eerst geldig gepubliceerd in 1964 door Cook.